# Uebigau-Wahrenbrück
Uebigau-Wahrenbrück – miasto w Niemczech, w południowo-zachodniej części kraju związkowego Brandenburgia, w powiecie Elbe-Elster, wchodzi w skład gminy związkowej (Verbandsgemeinde) Liebenwerda. Leży w odległości ok. 90 km od Berlina, ok. 71 km od Lipska i ok. 65 km od Drezna, liczy 6 007 mieszkańców (2008).
Miasto powstało dnia 31 grudnia 2001 r. w wyniku reformy administracyjnej, z połączenia miasta Wahrenbrück z miastem Uebigau i gminami Bahnsdorf, Drasdo und Wiederau.

## Dzielnice miasta
| - Bahnsdorf - Beiersdorf - Beutersitz - Bomsdorf - Bönitz - Domsdorf | - Drasdo - Kauxdorf - Langennaundorf - Marxdorf - München - Neudeck | - Prestewitz - Rothstein - Saxdorf - Uebigau - Wahrenbrück - Wiederau | - Wildgrube - Winkel - Zinsdorf |

## Współpraca międzynarodowa
- Bad Driburg, Nadrenia Północna-Westfalia
- Wadern, Saara - kontakty utrzymuje dzielnica Wahrenbrück
- Zawadzkie, Polska